# Killing Miranda
Killing Miranda é uma banda de gothic metal formada em Londres, em 1998. 

## História
Em 1998 Richard Pyne aka Filthy Rikky (vocais), Dave Irvine aka Irish Dave e Dave Turner aka AlienDave (guitarras), Chris Wareham (baixo) e Belle (bateria) formaram uma banda chamada Killing Miranda.
No ano seguinte é gravado o primeiro álbum da banda Blessed Deviant, pela gravadora Nightbreed.
Em 2000 Chris Wareham deixa a banda e Irish Dave torna-se baixista.
Transgression By Numbers, o segundo cd, é apresentado em 2001, já sob a gravadora Diesel Motor Records.
Em Outubro de 2004 é lançado o terceiro trabalho, Consummate.
Em Julho de 2007 a banda anuncia uma paragem, para que Richard Pyne se concentre no seu projecto UberByte e Belle possa tocar nas bandas Rachel Stamp, Nosferatu, New Skin e Lahannya.
Killing Miranda já actuou na Inglaterra, México, Irlanda, Açores, Alemanha e Áustria, tendo também participado nos festivais Eurorock e Wave-Gotik-Treffen.

## Membros

### Actuais
- Richard Pyne (aka Filthy Rikky) - vocais
- Dave Irvine (aka Irish Dave) - baixo
- Dave Turner (aka AlienDave) - guitarra
- Belle - bateria

### Fundadores
- Chris Wareham - baixo

## Discografia

### Álbuns de estúdio
- Blessed Deviant (1999)
- Transgression by Numbers (2001)
- Consummate (2004)

### EP
- Burn Sinister (1998)